# Elche
Elche (în castiliană) sau Elx (în valenciană) este un oraș din Spania în provincia Alicante (Alacant în valenciană).
Aici este amplasamentul vestitei plantații de palmieri din Elche. Crângul de palmieri din Elche a fost înscris în anul 2000 pe lista patrimoniului mondial UNESCO.

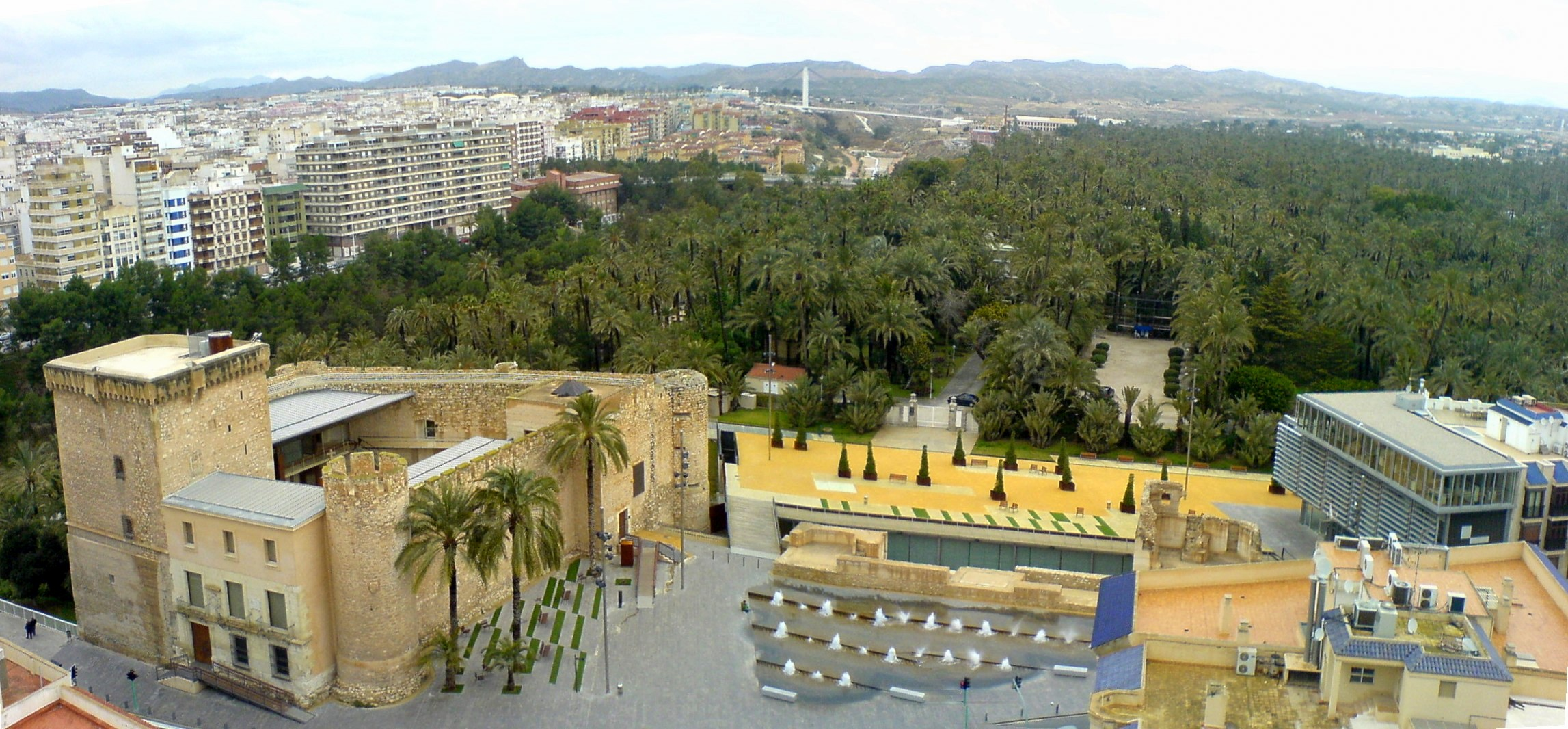
Vedere generală